# American Life (canção)
"American Life" é uma canção da cantora estadunidense Madonna, gravada para seu nono álbum de estúdio American Life. Foi escrita e produzida pela cantora e Mirwais Ahmadzaï e lançada digitalmente em 25 de março de 2003 pela Maverick Records. Musicalmente, "American Life" é uma canção electropop de andamento mediano, com riffs de guitarra acústica. Na letra da canção, ela questiona a superficialidade da vida moderna e o "sonho americano", que a maioria dos cidadãos dos Estados Unidos sonham em ter. Após três minutos da canção, Madonna faz uma sequência de rimas, falando sobre os profissionais que trabalhavam para ela.
A faixa foi recebida universalmente com críticas negativas pelos críticos de música contemporânea, que disseram que a canção era "sem vida" e "barata", com a revista Blender a nomeando a nona pior canção de todos os tempos, bem como Mateus Wilkening da rádio AOL posicionando a música na quinquagésima-oitava posição na lista das cem piores músicas de todos os tempos. Apesar de ter recebido resenhas negativas, "American Life" foi bem sucedida em paradas musicais. A canção alcançou a primeira posição no Canadá, na Dinamarca, Itália, no Japão e na Suíça, e as dez melhores posições das paradas musicais da Austrália e do Reino Unido. No entanto, a obra alcançou a posição trinta e sete na Billboard Hot 100, permanecendo na parada por oito semanas.
Dois vídeos musicais foram filmados para "American Life". O primeiro vídeo apresentava um desfile de moda com temática militar, com a cantora preparando-se para invadir o desfile juntamente com outras mulheres. No fim do vídeo musical, ela atira uma granada de mão no então presidente americano George W. Bush, que era interpretado por um sósia. O vídeo apresentou outros pontos de vista sobre política e religião. Depois de iniciada a guerra do Iraque, Madonna cancelou o lançamento mundial de tal vídeo e lançou uma versão alternativa, apresentando-a cantando a faixa na frente de bandeiras de todo o mundo. "American Life" foi executada na American Life Promo Tour (2003) e na Re-Invention Tour em 2004.

## Antecedentes e lançamento

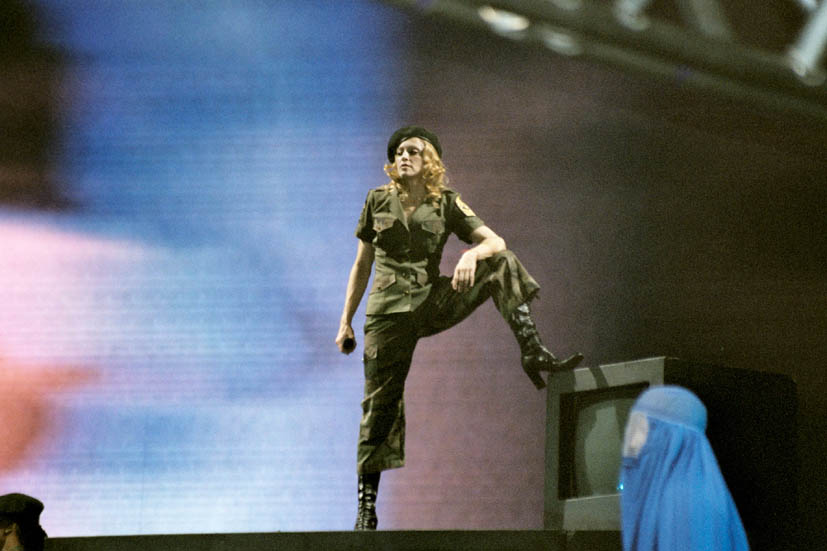
Madonna performando a "American Life" na turnê Re-Invention Tour (2004).

Em entrevista à VH1, Madonna discutiu suas motivações por trás do álbum American Life, enquanto falava sobre seus vinte anos de carreira e declarou: "Eu percebi depois de vinte anos de carreira que muitas coisas que eu tinha de valor não eram importantes", falando sobre as críticas à cultura americana presentes no disco. Durante uma entrevista à MTV, a artista revelou à John Norris que fama, poder e dinheiro não eram importantes, dizendo: "Quem é o melhor para dizer que estas coisas não importam, do que a própria pessoa que vivenciou? [As pessoas podem dizer] 'Como você pode dizer que não importa? Como você pode dizer que o dinheiro não vai lhe trazer felicidade se você não tem muito dinheiro? Como você pode dizer que a fama e a fortuna não são uma garantia de felicidade e alegria e satisfação em sua vida?' Você tem que ter vivenciado isto para saber. Pois você tem todas estas coisas, eu tive todas estas coisas, e eu tive nada, além do caos em torno de mim. [...] E eu só quero dizer as pessoas que deixem [o materialismo] longe de mim, eu tenho tudo isto e nada me trouxe um minuto de felicidade". Sobre a canção, Madonna declarou:

"[A música] foi como uma viagem no tempo, olhando para tudo que eu fiz e para todas as coisas que alguma vez foram importantes para mim. Qual é minha perspectiva agora? Eu lutei por tantas coisas, eu lutei tão duro para ser o número um e me manter no topo, para manter minha aparência, para ser a melhor. E eu percebi que um monte destas coisas são dispensáveis".

Para combater downloads ilegais da música antes de seu lançamento oficial, os associados de Madonna criaram uma série de arquivos falsos, com durações e dimensões semelhantes à canção original. Alguns destes arquivos continham uma breve mensagem de Madonna dizendo: "O que você acha que está fazendo?" seguida por minutos de silêncio. No entanto, em 23 de março de 2003, um website da Polônia vazou a canção digitalmente. "American Life" começou a ser vendida dois dias depois, através dos serviços digitais Liquid Audio, RioPort e também pelo website da artista em formato MP3.

## Composição
"American Life" é uma electropop escrita no compasso do tempo comum, com um ritmo moderado de 102 batidas por minuto. É composta na clave de Lá maior com a voz de Madonna que varia de Dó♯3 a Si♯4. A música segue uma sequência de F ♯ m – F ♯ m 5 –C ♯ –Bm durante os versos e F♯m–C♯m–C♯m2–Bm–Bm2 durante o refrão como sua progressão de acordes . [10]Começando com a pergunta de várias faixas da voz de Madonna - "Eu vou ser uma estrela?", "Devo mudar meu nome?" - as letras se transformam no que Rikky Rooksby, do The Complete Guide to Music of Madonna, afirma ser uma queixa sobre a vida moderna. Ela também questiona a superficialidade da vida moderna e o sonho americano. Após três minutos, Madonna faz um rap nomeando as pessoas que estão trabalhando para ela.

"Basicamente, nós [ela e Ahmadzaï] gravamos a música inteira e tivemos essa coisa instrumental no final", disse Madonna, "e Mirwais disse: 'Sabe, você precisa fazer um rap'. E eu fiquei tipo, 'Saia daqui, eu não faço rap'. E ele ficou como, 'Sim, você faz. Apenas entre, apenas faça.' Ele me incentivou totalmente. Eu não tinha nada planejado, nada escrito, e ele apenas me disse para fazer um fluxo de consciência, seja lá o que eu estivesse pensando, porque eu estava sempre bebendo café com leite de soja no estúdio e eu dirigia meu Mini Cooperno estúdio, eu estava tipo, 'OK, deixe-me falar sobre as coisas que eu gosto'. Então eu fui e foi apenas uma improvisação total e, obviamente, foi desleixada no começo, mas eu tirei todos os meus pensamentos e depois escrevi tudo o que eu disse e depois aperfeiçoei o momento. Então foi totalmente espontâneo".

O riff de violão repetido "acrescenta um toque de pathos" à música, de acordo com a biógrafo Carol Gnojewski. A letra é acompanhada por um som de sintetizador, sincronizado com uma batida de drum and bass. As repetições de riffs de guitarra acústica "acrescentam um toque de emoção à canção", de acordo com Rooksby. De acordo com a partitura publicada no Musicnotes.com por Sony/ATV Music Publishing, "American Life" foi escrita em compasso simples, com um ritmo moderado de 104 batidas por minuto. É composta na chave de lá maior e a extensão vocal de Madonna vai de Dó♭3 até Si♭4.

## Análise da crítica

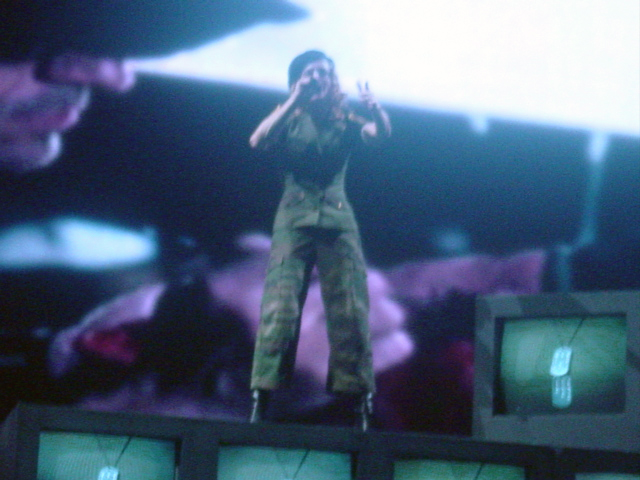
Madonna apresentando a faixa em cima de uma estrutura feita por televisões na Re-Invention Tour em 2004.

"American Life" foi recebida negativamente por críticos de música contemporânea ao redor do mundo. Chuck Taylor da revista Billboard escreveu uma resenha negativa para a música, criticando as rimas comentando que a canção era "uma confusão de estilo e composição, que soa mais como um medley incoerente do que uma canção." Sal Cinquemani, da revista Slant, classificou-a como "banal, uma canção que se auto-engrandece e muitas vezes fala estranhamente sobre privilégios", além de ter a chamado de "austera e robótica". A revista Stylus comentou: "Quando uma das mulheres mais ricas do mundo reclama sobre o comercialismo e da cultura vazia do entretenimento [...] isto parece ser algo hipócrita ao invés de perspicaz, aqui, ela está em fúria contra a vida." Alexis Petridis, do The Guardian, mostrou desapontamento com a letra da faixa, dizendo: "O que pode ser 'seu extremo ponto de vista'? Que o mundo é governado por uma conspiração sombria de lagartos super-inteligentes?... Infelizmente não. Seu extremo ponto de vista acaba por ser que o dinheiro não compra felicidade e que a fama não é tudo." Ele também escreveu que é difícil ouvir a linha "I like to express my extreme point of view", sem sentir uma pontada de emoção.
Entertainment Weekly comentou que a canção listava "várias regalias de celebridades: treinador, mordomo, assistente, três babás, um guarda-costas ou cinco - num primeiro momento, que não parece a auto-censura que ela claramente pretendia, mas sim uma confirmação do que as pessoas que a odeiam já tinham em mente: que a Madonna de meia-idade não tem uma visão de mundo além de sua próxima indicação para o Pilates". Stephen Thompson do The A.V. Club comentou que a canção era "desafinada e superficial, a ponto de uma auto-paródia". Em 2004, a revista Blender a colocou na nona posição na lista das cinquenta piores músicas da história, afirmando que Madonna "satiriza a época de comercialismo e de espírito vazio de 'Material Girl' com o que são, de longe, as rimas mais embaraçosas já registradas. Ela faz um som de Debbie Harry tão brando como o de Jay-Z." De acordo com a revista, o pior momento da faixa é quando, "depois da sequência de rimas, Madonna canta: 'Nothing is what it seems' de uma forma totalmente vazia." Stephen Thompson, do The A.V. Club, considerou a música "nervosa, afinada e superficial ao ponto de se auto-parodiar". Enquanto classificava os singles de Madonna em homenagem a seu aniversário de 60 anos, Jude Rogers, do The Guardian, colocou a faixa no número 60, colocou a faixa no número 60, chamando-a de "um retorno conceito-pop genuinamente interessante". Em agosto de 2018, a Billboard o escolheu como o 63º melhor single da cantora, chamando-o de "facilmente um dos desvios mais fascinantes da história da diva pop e, quando considerado e quando tomado como kitsch, o rap é estranhamente magnético". Em 2010, Matthew Wilkening, da rádio AOL posicionou a obra no número 58 da lista das cem piores músicas da história, afirmando que "Madonna tenta levar a sério em juntar a pior batida com um discurso político do ensino médio".

## Videoclipes

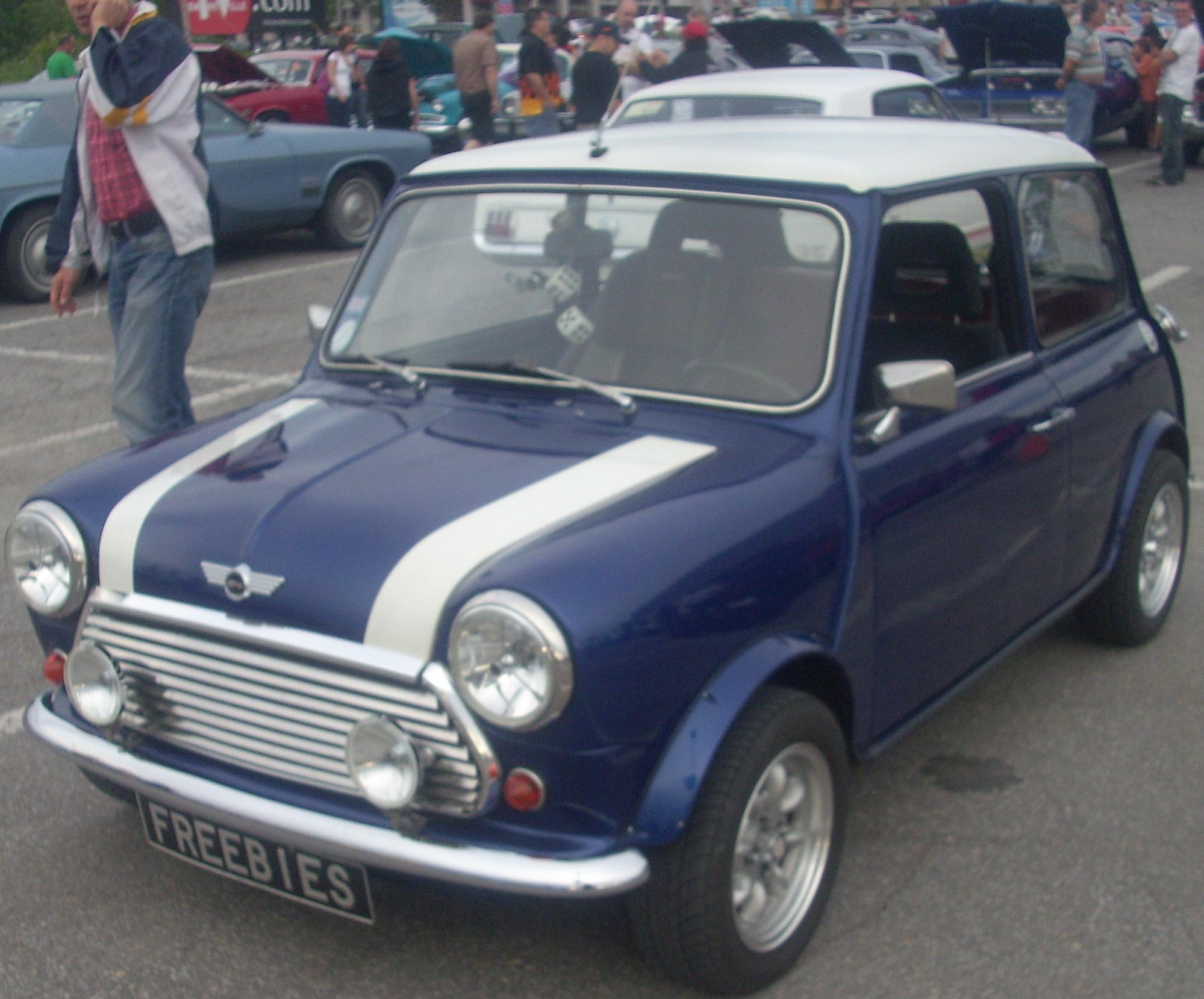
Um Mini Cooper foi usado na primeira versão do vídeo musical.

Um videoclipe para "American Life" foi filmado na primeira semana de fevereiro de 2003 nos estúdios Los Angeles Center, em Los Angeles, Califórnia, sendo dirigido por Jonas Åkerlund, que trabalhou com Madonna nos vídeos musicais para "Ray of Light" (1998) e "Music" (2000). Madonna teve a ideia para o vídeo em novembro de 2002, e em seguida, ela e Åkerlund desenvolveram a ideia de um mini-filme antiguerra e antimoda. Com o videoclipe para "American Life", a artista levou seus vídeos musicais para um nível diferente, concentrando-se em guerra, em política e na invasão do Iraque, que ainda não havia começado.
O vídeo começa com cenas de homens e mulheres vestidos como soldados em um desfile de moda, intercaladas com cenas de Madonna cantando em frente a cenas de explosões. Durante o segundo verso, ela é mostrada em um banheiro feminino com outras mulheres preparando-se para invadir o desfile, com Madonna escrevendo "Protect Me" na parede. No segundo refrão, crianças do Oriente Médio são vistas andando na passarela, sendo intimidadas por soldados. Quando a seção de rimas começa, Madonna chega no desfile dirigindo um Mini Cooper, e em seguida, dança em cima do carro com seu grupo, e depois, ela começa a jogar água sobre o público e inúmeros fotógrafos usando um canhão de água. No final do vídeo, Madonna freneticamente sai do desfile entre a plateia e joga uma granada de mão no colo de George W. Bush, que era interpretado por um sósia.

"Eu me sinto sortuda por ser uma cidadã americana por vários motivos. Um deles é o direito de me expressar livremente, especialmente no meu trabalho. Há histórias sobre meu próximo vídeo "American Life" na mídia. Eu não sou anti-Bush. Eu não sou pró-Iraque. Eu sou pró-paz. Eu escrevi uma canção e criei um vídeo que expressam meus sentimentos sobre nossa cultura, os valores e as ilusões de que muitas pessoas acreditam que é o sonho americano: a vida perfeita. Como artista, eu espero que isto provoque pensamento e diálogo, mas não estou esperando que todos concordem com meu ponto de vista."

—Madonna, sobre a polêmica em torno do vídeo musical.
Em 1 de abril de 2003, Madonna removeu o vídeo de circulação e divulgou um comunicado explicando o porquê: "Decidi não lançar meu novo vídeo. Ele foi filmado antes da invasão do Iraque começar e eu acredito que ele não seja apropriado para este momento. Devido ao estado volátil do mundo, e por sensibilidade e respeito às forças armadas, que eu apoio e rezo por elas, eu não quero correr o risco de ofender qualquer pessoa que possa interpretar erroneamente o significado deste vídeo." No entanto, a MTV Brasil conseguiu autorização da representante da gravadora de Madonna no país, WEA, para exibir o vídeo durante doze horas, a cada hora, do dia seguinte ao cancelamento. A autorização veio após a emissora receber a fita com o vídeo apenas no dia após o cancelamento. Como ela deveria devolvê-la apenas em 3 de abril, a autorização foi garantida a ela. Depois de cancelar o lançamento do vídeo original, Madonna, em seguida, lançou uma versão editada que estreou em 16 de abril de 2003, no canal VH1, logo após um programa especial chamado Madonna Speaks. Esta versão traz Madonna cantando em frente às bandeiras de todos os países do mundo. Esta versão apresenta Madonna cantando em frente a um cenário de bandeiras em constante mudança de diferentes países e territórios que buscam sua independência como Groenlândia, Porto Rico e o Estado da Palestina. Em 2005, uma versão alternativa vazou na internet. Em 2010, a revista Slant classificou esta versão na décima-nona posição da lista dos 50 melhores videos musicais da década.

## Apresentações ao vivo

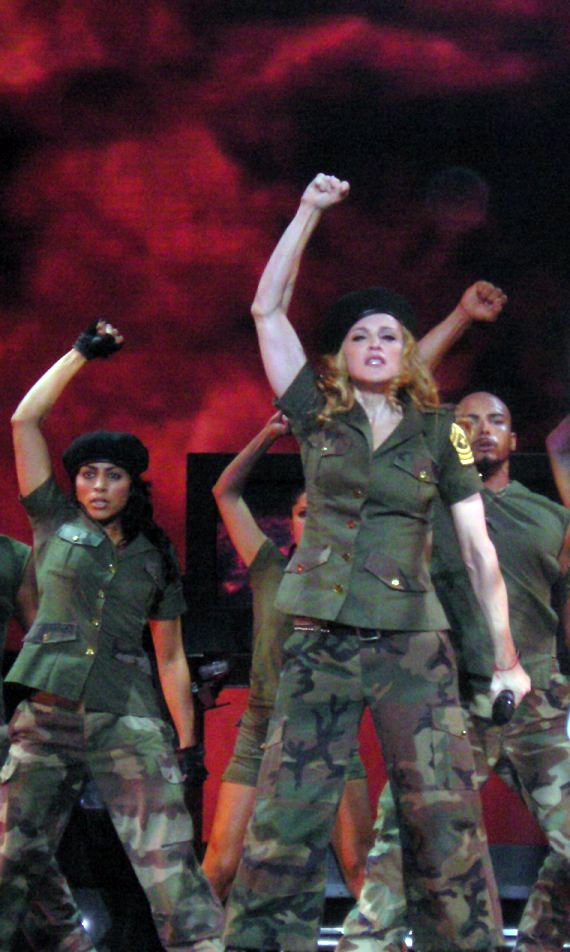
Madonna e seus dançarinos performando "American Life" no segundo bloco da turnê Re-Invention World Tour (2004).

Para promover o American Life, Madonna embarcou uma pequena turnê, chamada American Life Promo Tour. Uma apresentação na Quarta Rua da Torre em Manhattan foi apresentada para cerca de 400 pessoas; o set começou com Madonna, vestindo boina preta, blusa de bolinhas, calça preta e salto alto, apresentando uma performance acústica de "American Life", seguida pela faixa "X-Static Process". a turnê promocional também mostrou Madonna apresentando duas outras faixas do álbum, "Mother and Father" e "Hollywood", antes de realizar uma apresentação "improvisada" de "Like a Virgin" e, finalmente, a versão do álbum de "American Life". Um palco foi construído em preparação para as apresentações com longas cortinas escuras e alto-falantes, e de acordo com a Billboard, foi para que mais de mil fãs nas proximidades pudessem ouvir a apresentação. Madonna também apresentou a música na loja HMV em Oxford para cerca de 500 pessoas. Enquanto estava no Reino Unido, ela tocou "American Life" e "Hollywood" no Top of the Pops da BBC One.
No ano seguinte, "American Life" foi incluída em sua Re-Invention World Tour. Ele abriu o segmento do Exército do show e começou a performance com o som de um helicóptero ao fundo, enquanto os dançarinos de apoio da cantora, vestidos como soldados, rastejavam de barriga como se estivessem no meio da batalha, depois se abraçavam como se estivessem se despedindo. Madonna apareceu no palco, em cima de uma estrutura composta por aparelhos de TV, vestindo calças de camuflagem, uma jaqueta verde-oliva e boina preta. Ela começou a a cantar a música enquanto cenas de guerra e destruição brilhavam nas telas atrás dela. No final da música, mostrava George W. Bush parecendo amorosamente descansando a cabeça no ombro de Saddam Hussein, como se o casal estivesse esperando uma licença de casamento. Durante a performance, Madonna desceu uma longa passarela em forma de V que desceu do teto e permitiu que ela chegasse ao meio do estádio. Jane Stevenson, da Toronto Sun, elogiou a performance, mas chamou as imagens de fundo de "sóbrias". A performance foi incluída no álbum ao vivo e no documentário I'm Going to Tell You a Secret.
Doze anos depois, Madonna cantou "American Life" em seu show Madonna: Tears of a Clown em uma festa de gala em 2 de dezembro de 2016 no Faena Forum de Miami Beach. O concerto foi realizado juntamente com um leilão de arte e jantar, para beneficiar a fundação Raising Malawi de Madonna para apoiar seus projetos, como o Hospital de Cirurgia Pediátrica Mercy James, no Malawi, bem como iniciativas de arte e educação para crianças pobres no país. O programa The Tears of a Clown durou mais de uma hora e contou com Madonna dando suas opiniões sobre a eleição presidencial dos EUA em 2016 e atacando o presidente eleito Donald Trump. Antes de cantar a música, Madonna falou sobre a turbulência dos protestos dos nativos americanos e dos protestos contra o Dakota Access Pipeline. Em 30 de junho de 2019, Madonna apresentou uma versão de "American Life", dirigida por violão, como parte de seu mini concerto no Stonewall 50 - WorldPride NYC 2019, para comemorar o 50º aniversário da Rebelião de Stonewall. Ela subiu ao palco vestida com uma jaqueta de couro preta e um tapa olho brilhante sobre o olho esquerdo e estava cercada por dançarinos vestidos como soldados. Joel Lynch, da Billboard, opinou que "a mensagem da 'American Life' só cresceu mais oportuna nos 16 anos desde seu lançamento". Uma performance similar da música foi realizada na Madame X Tour da cantora, no mesmo ano.

## Lista de faixas
| - Maxi single americano 1. "American Life" (Missy Elliott's American Dream Mix) – 4:49 2. "American Life" (Oakenfold Downtempo Remix) – 5:32 3. "American Life" (Felix Da Housecat's Devin Dazzle Club Mix) – 6:10 4. "American Life" (Peter Rauhofer's American Anthem) (Part 1) – 10:41 5. "American Life" (Peter Rauhofer's American Anthem) (Part 2) – 9:06 6. "Die Another Day" (Richard Humpty Vission Electrofield Mix) – 6:01 - Vinil 2× 12" britânico 1. "American Life" (American Dream Remix com Missy Elliott) – 4:49 2. "American Life" (Oakenfold Downtempo Remix) – 5:32 3. "American Life" (Peter Rauhofer's American Anthem) (Part 1) – 10:41 4. "American Life" (Felix Da Housecat's Devin Dazzle Club Mix) – 6:10 5. "Die Another Day" (Victor Calderone & Quayle Afterlife Mix) – 8:52 6. "American Life" (Peter Rauhofer's American Anthem) (Part 2) – 9:06 - CD single americano 1. "American Life" (Edit With Rap) – 4:27 | 1. "Die Another Day" (Calderone & Quayle Afterlife Mix) – 8:52 - Maxi single britânico 1 1. "American Life" (Radio Edit) – 4:27 2. "American Life" (Missy Elliott American Dream Remix) – 4:49 3. "American Life" (Peter Rauhofer's American Anthem) (Part 1) – 10:41 - Maxi single britânico 2 1. "American Life" (Edição de Rádio) – 4:27 2. "American Life" (Oakenfold Downtempo Remix) – 5:32 3. "American Life" (Felix Da Housecat's Devin Dazzle Club Mix) – 6:10 - Vinil americano 1. "American Life" (Edição de Rádio) – 4:27 2. "Die Another Day" (Edição de Rádio de Richard Humpty Vission) – 3:36 |

## Créditos
Créditos adaptados do encarte do álbum American Life.
- Madonna - Composição, produção
- Mirwais Ahmadzaï - Produção, programação, violão
- Mark "Spike" Stent – Mixagem
- Tim Young – Masterização de áudio
- Tom Hannen – Assistência de engenharia
- Simon Changer – Assistência de engenharia

## Desempenho comercial
"American Life" estreou no número 90 na Billboard Hot 100 dos EUA na semana de 5 de abril de 2003. Algumas semanas depois, em 26 de abril de 2003, a música atingiu o número 37, sendo a música com maior salto dessa época. No Canadá, a música atingiu o número um na tabela de singles. Na Austrália, "American Life" estreou no número sete, durante a semana de 24 de abril de 2003. Na semana seguinte, a música começou seu declínio e experimentou uma trajetória total de oito semanas.. A música foi certificada como ouro pela Australian Recording Industry Association (ARIA). Na Nova Zelândia, a música atingiu o número 33 e permaneceu na tabela por uma semana. No UK Singles Chart , "American Life" estreou no auge do número dois na semana de 26 de abril de 2003.
Em 27 de abril de 2003, "American Life" estreou no número sete no Ö3 Austria Top 40, passando um total de 11 semanas na tabela. A música alcançou posições moderadas nas tabelas dos territórios flamengo e valão na Bélgica, chegando aos números 12 e 10, respectivamente. Estreia no número 61, "American Life" alcançou um total de 11 semanas na França e atingiu o número 10, antes de cair em 6 de julho de 2003. A música foi certificada como prata pelo Syndicat National de l'Édition Phonographique (SNEP). No Dutch Top 40 a música estreou no número 34. Na semana seguinte, subiu para o número 21 e alcançou o número 4, antes do final de suas 11 semanas. Em 24 de abril de 2003, "American Life" estreou no número três na tabela sueca de singles. Da mesma forma na Suíça, a música estreou no número um na tabela de singles da Suíça , passando 13 semanas na parada. Na Alemanha, a música atingiu o número 10.

### Tabelas semanais
| Tabela musical (2003)               | Melhor posição |
| ----------------------------------- | -------------- |
| Alemanha (GfK Entertainment Charts) | 10             |
| Austrália (ARIA Charts)             | 7              |
| Áustria (Ö3 Austria Top 40)         | 7              |
| Bélgica (Ultratop 50 de Flandres)   | 10             |
| Bélgica (Ultratop 40 de Valônia)    | 12             |
| Canadá (Nielsen SoundScan)          | 1              |
| Dinamarca (Hitlisten)               | 1              |
| Escócia (OCC)                       | 3              |
| Espanha (PROMUSICAE)                | 2              |
| Estados Unidos (Billboard 100)      | 37             |
| Estados Unidos (Dance Club Songs)   | 1              |
| Estados Unidos (Pop Songs)          | 27             |
| Europa (Hot 100 Singles)            | 2              |
| Finlândia (IFPI Finlândia)          | 3              |
| França (SNEP)                       | 10             |
| Hungria (Rádiós Top 40)             | 17             |
| Irlanda (IRMA)                      | 7              |
| Itália (FIMI)                       | 1              |
| Noruega (VG-lista)                  | 9              |
| Nova Zelândia (Recorded Music NZ)   | 33             |
| Países Baixos (Dutch Top 40)        | 4              |
| Países Baixos (Single Top 100)      | 4              |
| Reino Unido (UK Singles Chart)      | 2              |
| Romênia (Romanian Top 100)          | 7              |
| Suécia (Sverigetopplistan)          | 2              |
| Suíça (Schweizer Hitparade)         | 1              |

| Tabela musical (2003)          | Posição |
| ------------------------------ | ------- |
| Bélgica (Ultratop de Flandres) | 95      |
| França (SNEP)                  | 88      |
| Reino Unido (UK Singles Chart) | 100     |
| Romênia (Romanian Top 100)     | 55      |
| Suécia (Sverigetopplistan)     | 46      |
| Suíça (Schweizer Hitparade)    | 60      |

| Região                                                                                 | Certificação | Vendas   |
| -------------------------------------------------------------------------------------- | ------------ | -------- |
| Austrália (ARIA)                                                                       | Ouro         | 70,000^  |
| França (SNEP)                                                                          | Prata        | 125,000* |
| *vendas baseadas apenas na certificação ^distribuições baseadas apenas na certificação |              |          |